# میلیوویه چیرکوویچ
میلیوویه چیرکوویچ (صربی: Milivoje Ćirković؛ زادهٔ ۱۴ آوریل ۱۹۷۷) بازیکن فوتبال اهل صربستان بود.
از باشگاه‌هایی که در آن بازی کرده‌است می‌توان به باشگاه فوتبال پارتیزان اشاره کرد.
وی همچنین در تیم ملی فوتبال صربستان و مونته‌نگرو بازی کرده‌است.